# Miguel Joaquim do Livramento
Miguel Joaquim do Livramento (Desterro, 27 de janeiro de 1795 — ) foi um militar e político brasileiro.
Filho de José Luís do Livramento e de Ana Maria Francisca de Jesus. Casou com Mariana Cândida de Barros Cavalcanti Livramento, filha de José Mariano de Albuquerque Cavalcanti e de Cândida Rosa de Albuquerque.
Foi deputado à Assembleia Legislativa Provincial de Santa Catarina na 1ª legislatura (1835 — 1837), como suplente convocado, na 3ª legislatura (1840 — 1841), recusando-se a assumir, e na 4ª legislatura (1842 — 1843), como suplente convocado.